# Flaggmossa
Flaggmossa (Discelium nudum) är en bladmossart som beskrevs av Bridel 1826. Flaggmossa ingår i släktet Discelium och familjen Disceliaceae. Arten är reproducerande i Sverige. Inga underarter finns listade i Catalogue of Life.